# Vorstendom Moravië
Het vorstendom Moravië verwijst naar de periode tussen het 7e-eeuwse Rijk van Samo en de eerste vermeldingen van de 9e-eeuwse Moravische vorst Mojmir I en het Groot-Moravische Rijk. Over deze periode is uit de geschiedsschrijving nauwelijks iets bekend.